# Muralles de Sant Eloi
Muralles de Sant Eloi és una obra de Tàrrega (Urgell) protegida com a bé cultural d'interès local.

## Descripció
L'ermita de Sant Eloi es troba envoltada exteriorment per un seguit de miradors-muralla que alhora han anat conjugant aquesta funció. Realitzats en forma de torres de planta de fàcil accés, per escales posteriors, donen al balcó de la ciutat de Tàrrega aportant unes vistes generals de la ciutat úniques.

## Història
Aquestes torres no han tingut mai una funció únicament defensiva, ja que també són elements estructurals importants sostenint el desnivell de terres on s'alça l'ermita de Sant Eloi.